# 卡斯鎮區 (密蘇里州格林縣)
卡斯鎮區（英語：Cass Township）是位於美國密蘇里州格林縣的一個行政鎮區。

## 地方資料
卡斯鎮區的面積為80.60平方千米，皆為陸地。根據2020年美國人口普查的數據，當地共有人口986人，而人口密度為每平方千米12.23人。